# Arctia flavirosea
Arctia flavirosea är en fjärilsart som beskrevs av Smith 1958. Arctia flavirosea ingår i släktet Arctia och familjen björnspinnare. Inga underarter finns listade i Catalogue of Life.